# Veckans Affärer
Veckans Affärer (zu Deutsch etwa „Wirtschaftswoche“) war eine schwedische Wirtschaftszeitschrift des Bonnier-Konzerns. Sie wurde 1965 als Wochenblatt gegründet. Seit 2013 erschien Veckans affärer nur noch zweiwöchentlich gedruckt, seit Anfang 2017 dann monatlich. 2019 wurde der Titel komplett eingestellt und ging in der Dagens Industri auf.
Die Zeitschrift behandelte Wirtschaftsthemen aus dem In- und Ausland.

## Belege
1. 1 2  Linnéa Kihlström: Bonnier lägger ned Veckans Affärer. In: Dagens Media. 9. September 2019, abgerufen am 2. August 2022 (schwedisch).
2. ↑  Veckans Affärer minskar sin utgivning till varannan vecka. In: Branschkoll. 4. Februar 2013, abgerufen am 2. August 2022 (schwedisch).
3. ↑  Hanna Frick: Resumé slår av på utgivningstakten – blir magasin. In: Dagens Media. 14. Dezember 2016, abgerufen am 2. August 2022 (schwedisch).